# Luckas Vander Taelen
Luckas Van der Taelen, né le 21 janvier 1958 à Alost est un homme politique belge flamand, membre de Groen.
Il est chanteur, journaliste, homme de télévision et de spectacles et donne cours à l'école de film bruxelloise RITS et à l'école supérieure Erasmus. 

## Fonctions politiques
- 1999-2002 : député européen
- 2006-2009 : échevin à Forest
- du 7 juin 2009 au 25 mai 2014 : député au Parlement flamand